# 마밍위
마밍위(중국어 간체자: 马明宇, 정체자: 馬明宇, 병음: Mǎ Míngyǔ, 1970년 2월 4일 ~ )는 중국의 전직 축구 선수로 선수 시절 포지션은 미드필더였다.

## 클럽 경력
마밍위는 1990년에 중국의 명문 축구 클럽이던 쓰촨 취안싱(나중에 쓰촨 관청으로 이름을 바꿈)에서 데뷔했는데 선수 생활 내내 동료 선수들과 함께 다양한 축구 기술을 연마했다. 마밍위는 1994 중국 축구 갑급 A리그 시즌에서 21경기에 출전하면서 3골을 기록하는 성과를 냈다. 마밍위는 1995 중국 축구 갑급 A리그 시즌 초반에 광둥 훙위안으로 이적하면서 팀이 4위를 차지하는 데에 기여했다. 하지만 광둥 훙위안이 1996 중국 축구 갑급 A리그 시즌에서 9위라는 실망스러운 성적을 기록하자 친정 팀인 쓰촨 관청으로 복귀했다.
마밍위는 쓰촨 관청으로 복귀한 이후에 팀이 우승 경쟁에 합류하는 데에 기여했고 1999·2000 중국 축구 갑급 A리그 시즌에서 연이어 3위를 차지하면서 쓰촨 관청에서 상당한 성공을 기록했음을 증명했다. 특히 쓰촨 관청에서 주전 왼쪽 미드필더로 확고히 자리매김하고 중국 축구 국가대표팀의 일원이 되었다.
마밍위는 2000-01 시즌에서 이탈리아 세리에 A 소속 축구 클럽인 페루자로 이적했으나 한 경기도 뛰지 못했다. 2001년에 친정 팀인 쓰촨 관청으로 돌아와서 2002년 FIFA 월드컵을 준비하기 위해 1군 팀에서 활동하기 시작했다. 마밍위는 2003 중국 축구 갑급 A리그 시즌이 끝나자 은퇴했다.

## 국가대표 경력
마밍위는 중국 축구 국가대표팀에서 공격형 왼쪽 미드필더로 활동했다. 1996년 1월 30일에 홍콩에서 열린 마카오와의 1996년 AFC 아시안컵 예선 경기에서 출전하면서 중국 축구 국가대표팀 선수로 데뷔했다. 중국은 해당 경기에서 마카오에 7-1 승리를 기록했다. 1996년 2월 1일에 열린 필리핀과의 예선 경기에서는 자신의 국가대표팀 첫 골을 기록하면서 중국의 7-0 승리에 기여했다. 마밍위는 여러 차례의 친선 경기에 출전하면서 중국 축구 국가대표팀의 주전 선수로 자리매김했고 아랍에미리트에서 개최된 1996년 AFC 아시안컵에 참가했다.
마밍위는 2000년에 보라 밀루티노비치가 중국 축구 국가대표팀의 새 감독으로 부임한 이후에 중국 축구 국가대표팀의 주장으로 임명되었고 레바논에서 개최된 2000년 AFC 아시안컵에서 중국이 4위를 차지하는 데에 기여했다. 마밍위는 2002년 FIFA 월드컵 아시아 지역 예선에서 중국이 대한민국과 일본에서 공동 개최된 2002년 FIFA 월드컵 본선에 진출하는 데에 기여했다. 하지만 중국이 2002년 FIFA 월드컵 조별 예선에서 탈락하고 보라 밀루티노비치가 중국 축구 국가대표팀 감독에서 물러나면서 마밍위도 국가대표팀에서 은퇴하게 된다.